# Memories (Gert Emmens)
Memories is een studioalbum van Gert Emmens en in wezen ook van Cadenced Haven. Emmens wordt beschouwd als een van de belangrijkste artiesten in het genre elektronische muziek in Nederland. Emmens begon echter als drummer (en ook toetsenist) van rockbands. Emmens keerde met Memories terug naar zijn oude liefde. Hij nam daarin zijn nieuwe liefde, Laila Quaraishi onder artiestennaam Cadenced Haven, mee. Dat had wel gevolgen voor de muziek. Deze lijkt niet op de elektronische muziek die Emmens sinds jaar en dag maakt, maar grijpt terug op de muziek die Tony Banks voor zijn eerste soloalbums schreef. Opvallend daarbij is de ronkende synthesizer die Emmens gebruikte en ook Banks in diens band Genesis eind jaren ’70 te horen was. 
De hoes was een ontwerp van Ed Unitsky.

## Musici
- Gert Emmens – alle muziekinstrumenten en zang
- Cadenced Haven - zang

## Muziek
| Nr. | Titel                    | Duur  |
| --- | ------------------------ | ----- |
| 1.  | Flight into nostalgia    | 6:12  |
| 2.  | When dreams come true    | 8:36  |
| 3.  | One with nature          | 6:48  |
| 4.  | Caught in despair        | 10:09 |
| 5.  | Evocation (parts 1,2,3)  | 7:43  |
| 6.  | Daydreaming              | 9:26  |
| 7.  | Waves of dreams (part 2) | 8:49  |
| 8.  | Lost in memories         | 8:24  |
| 9.  | Thoughts of you          | 11:35 |